# 南山国家级风景名胜区
湖南南山国家级风景名胜区是一个位于中国湖南省城步苗族自治县南山镇的国家级风景名胜区，是第五批国家级风景名胜区，以丘陵山地地形为主，其上有山地牧场，气候属亚热带山地季风湿润气候。